# La reina vella
La reina vella és una obra dividida en tres quadres, original d'Àngel Guimerà i amb cançons i música d'Enric Morera, estrenada al teatre Principal de Barcelona, el dia 16 de gener de 1908.

## Repartiment de l'estrena
- Reina Blanca: Maria Morera
- Dona Beatriu: Maria Morató.
- Dona Margalida: Anna Adell.
- Sisa: Emília Baró.
- Marianna: Enriqueta Guerra.
- Filomena: Francisca Masdeu.
- Segimona: Carme Huguet.
- Serní: Josep Santpere.
- Capità Rovellat: Enric Vinyals.
- Duc de les Albeses: Lluís Puiggarí.
- Comte de Griselda: Manuel Ballar.
- Miquelot: Emili Ginestet.
- Bernat: Ricard Garcia
- Quirze: Ferran Capdevila
- Dames de la cort, pageses, cavallers, soldats, pagesos i criatures del poble.

Director artístic: Enric Giménez.